# Kim Jong-sik
Kim Jong-sik (hangul: 김용식, hanča: 金容植, anglický přepis: Kim Yong-sik; 25. červenec 1910 – 8. březen 1985) byl korejský fotbalista, reprezentant Japonska a Jižní Koreje. Po ukončení aktivní kariéry se věnoval trenérské práci.

## Reprezentace
Kim Jong-sik odehrál 3 reprezentační utkání. S japonskou reprezentací se zúčastnil letních olympijských her 1936.

## Statistiky
| Japonsko | Japonsko | Japonsko |
| Roky     | Záp.     | Góly     |
| -------- | -------- | -------- |
| 1936     | 2        | 0        |
| 1937     | 0        | 0        |
| 1938     | 0        | 0        |
| 1939     | 0        | 0        |
| 1940     | 1        | 0        |
| Celkem   | 3        | 0        |